# Đội tuyển bóng đá quốc gia Scotland
Đội tuyển bóng đá quốc gia Scotland (tiếng Anh: Scotland national football team) là đội tuyển cấp quốc gia của Scotland do Hiệp hội bóng đá Scotland quản lý.
Trận thi đấu quốc tế đầu tiên của đội tuyển Scotland là trận gặp đội tuyển Anh vào năm 1872, cũng là trận đấu quốc tế đầu tiên trong lịch sử bóng đá. Đội đã 8 lần tham dự World Cup và 4 lần tham dự Euro, tuy nhiên đều không vượt qua được vòng bảng.

## Thành tích tại các giải đấu quốc tế

### Giải vô địch thế giới
| Năm       | Kết quả                  | Số trận                  | T                        | H                        | B                        | BT                       | BB                       |
| --------- | ------------------------ | ------------------------ | ------------------------ | ------------------------ | ------------------------ | ------------------------ | ------------------------ |
| 1930–1938 | Không tham dự            | Không tham dự            | Không tham dự            | Không tham dự            | Không tham dự            | Không tham dự            | Không tham dự            |
| 1950      | Bỏ cuộc                  | Bỏ cuộc                  | Bỏ cuộc                  | Bỏ cuộc                  | Bỏ cuộc                  | Bỏ cuộc                  | Bỏ cuộc                  |
| 1954      | Vòng 1                   | 2                        | 0                        | 0                        | 2                        | 0                        | 8                        |
| 1958      | Vòng 1                   | 3                        | 0                        | 1                        | 2                        | 4                        | 6                        |
| 1962–1970 | Không vượt qua vòng loại | Không vượt qua vòng loại | Không vượt qua vòng loại | Không vượt qua vòng loại | Không vượt qua vòng loại | Không vượt qua vòng loại | Không vượt qua vòng loại |
| 1974      | Vòng 1                   | 3                        | 1                        | 2                        | 0                        | 3                        | 1                        |
| 1978      | Vòng 1                   | 3                        | 1                        | 1                        | 1                        | 5                        | 6                        |
| 1982      | Vòng 1                   | 3                        | 1                        | 1                        | 1                        | 8                        | 8                        |
| 1986      | Vòng 1                   | 3                        | 0                        | 1                        | 2                        | 1                        | 3                        |
| 1990      | Vòng 1                   | 3                        | 1                        | 0                        | 2                        | 2                        | 3                        |
| 1994      | Không vượt qua vòng loại | Không vượt qua vòng loại | Không vượt qua vòng loại | Không vượt qua vòng loại | Không vượt qua vòng loại | Không vượt qua vòng loại | Không vượt qua vòng loại |
| 1998      | Vòng 1                   | 3                        | 0                        | 1                        | 2                        | 2                        | 6                        |
| 2002–2022 | Không vượt qua vòng loại | Không vượt qua vòng loại | Không vượt qua vòng loại | Không vượt qua vòng loại | Không vượt qua vòng loại | Không vượt qua vòng loại | Không vượt qua vòng loại |
| 2026–2034 | Chưa xác định            | Chưa xác định            | Chưa xác định            | Chưa xác định            | Chưa xác định            | Chưa xác định            | Chưa xác định            |
| Tổng cộng | Vòng 1                   | 23                       | 4                        | 7                        | 12                       | 25                       | 41                       |

### Giải vô địch châu Âu
| Năm       | Kết quả                  | Số trận                  | T                        | H                        | B                        | BT                       | BB                       |
| --------- | ------------------------ | ------------------------ | ------------------------ | ------------------------ | ------------------------ | ------------------------ | ------------------------ |
| 1960–1964 | Không tham dự            | Không tham dự            | Không tham dự            | Không tham dự            | Không tham dự            | Không tham dự            | Không tham dự            |
| 1968–1988 | Không vượt qua vòng loại | Không vượt qua vòng loại | Không vượt qua vòng loại | Không vượt qua vòng loại | Không vượt qua vòng loại | Không vượt qua vòng loại | Không vượt qua vòng loại |
| 1992      | Vòng 1                   | 3                        | 1                        | 0                        | 2                        | 3                        | 3                        |
| 1996      | Vòng 1                   | 3                        | 1                        | 1                        | 1                        | 1                        | 2                        |
| 2000–2016 | Không vượt qua vòng loại | Không vượt qua vòng loại | Không vượt qua vòng loại | Không vượt qua vòng loại | Không vượt qua vòng loại | Không vượt qua vòng loại | Không vượt qua vòng loại |
| 2020      | Vòng 1                   | 3                        | 0                        | 1                        | 2                        | 1                        | 5                        |
| 2024      | Vòng 1                   | 3                        | 0                        | 1                        | 2                        | 2                        | 7                        |
| 2028      | Đồng chủ nhà             | Đồng chủ nhà             | Đồng chủ nhà             | Đồng chủ nhà             | Đồng chủ nhà             | Đồng chủ nhà             | Đồng chủ nhà             |
| 2032      | Chưa xác định            | Chưa xác định            | Chưa xác định            | Chưa xác định            | Chưa xác định            | Chưa xác định            | Chưa xác định            |
| Tổng cộng | Vòng 1                   | 12                       | 2                        | 3                        | 7                        | 7                        | 17                       |

### UEFA Nations League
| Thành tích tại UEFA Nations League | Thành tích tại UEFA Nations League | Thành tích tại UEFA Nations League | Thành tích tại UEFA Nations League | Thành tích tại UEFA Nations League | Thành tích tại UEFA Nations League | Thành tích tại UEFA Nations League | Thành tích tại UEFA Nations League | Thành tích tại UEFA Nations League | Thành tích tại UEFA Nations League | Thành tích tại UEFA Nations League | Thành tích tại UEFA Nations League |
| Mùa giải                           | Hạng đấu                           | Bảng                               | Kết quả                            | Pos                                | Pld                                | W                                  | D                                  | L                                  | GF                                 | GA                                 |                                    |
| ---------------------------------- | ---------------------------------- | ---------------------------------- | ---------------------------------- | ---------------------------------- | ---------------------------------- | ---------------------------------- | ---------------------------------- | ---------------------------------- | ---------------------------------- | ---------------------------------- | ---------------------------------- |
| 2018–19                            | C                                  | 1                                  | Vòng bảng                          | 1st                                | 4                                  | 3                                  | 0                                  | 1                                  | 10                                 | 4                                  |                                    |
| 2020–21                            | B                                  | 2                                  | Vòng bảng                          | 2nd                                | 6                                  | 3                                  | 1                                  | 2                                  | 5                                  | 4                                  |                                    |
| 2022–23                            | B                                  | 1                                  | Vòng bảng                          | 1st                                | 6                                  | 4                                  | 1                                  | 1                                  | 11                                 | 5                                  |                                    |
| Tổng cộng                          | Tổng cộng                          | Tổng cộng                          | Tổng cộng                          | Tổng cộng                          | 16                                 | 10                                 | 2                                  | 4                                  | 26                                 | 13                                 |                                    |

## Cầu thủ

### Đội hình hiện tại
Đội hình đã hoàn thành UEFA Euro 2024.

Số liệu thống kê tính đến ngày 23 tháng 6 năm 2024 sau trận gặp Hungary.

| Số | VT | Cầu thủ                       | Ngày sinh (tuổi)  | Trận | Bàn | Câu lạc bộ             |
| -- | -- | ----------------------------- | ----------------- | ---- | --- | ---------------------- |
| 1  | TM | Angus Gunn                    | 22 tháng 1, 1996  | 13   | 0   | Norwich City           |
| 12 | TM | Liam Kelly                    | 23 tháng 1, 1996  | 1    | 0   | Motherwell             |
| 21 | TM | Zander Clark                  | 26 tháng 6, 1992  | 4    | 0   | Heart of Midlothian    |
|    |    |                               |                   |      |     |                        |
| 2  | HV | Anthony Ralston               | 16 tháng 11, 1998 | 12   | 1   | Celtic                 |
| 3  | HV | Andrew Robertson (đội trưởng) | 11 tháng 3, 1994  | 74   | 3   | Liverpool              |
| 5  | HV | Grant Hanley                  | 20 tháng 11, 1991 | 53   | 2   | Norwich City           |
| 6  | HV | Kieran Tierney                | 5 tháng 6, 1997   | 47   | 1   | Real Sociedad          |
| 13 | HV | Jack Hendry                   | 7 tháng 5, 1995   | 34   | 3   | Al-Ettifaq             |
| 15 | HV | Ryan Porteous                 | 25 tháng 3, 1999  | 12   | 1   | Watford                |
| 16 | HV | Liam Cooper                   | 30 tháng 8, 1991  | 19   | 0   | Leeds United           |
| 22 | HV | Ross McCrorie                 | 18 tháng 3, 1998  | 1    | 0   | Bristol City           |
| 24 | HV | Greg Taylor                   | 5 tháng 11, 1997  | 14   | 0   | Celtic                 |
| 26 | HV | Scott McKenna                 | 12 tháng 11, 1996 | 37   | 1   | Copenhagen             |
|    |    |                               |                   |      |     |                        |
| 4  | TV | Scott McTominay               | 8 tháng 12, 1996  | 52   | 9   | Manchester United      |
| 7  | TV | John McGinn                   | 18 tháng 10, 1994 | 69   | 18  | Aston Villa            |
| 8  | TV | Callum McGregor               | 14 tháng 6, 1993  | 63   | 3   | Celtic                 |
| 11 | TV | Ryan Christie                 | 22 tháng 2, 1995  | 52   | 6   | Bournemouth            |
| 14 | TV | Billy Gilmour                 | 11 tháng 6, 2001  | 30   | 1   | Brighton & Hove Albion |
| 17 | TV | Stuart Armstrong              | 30 tháng 3, 1992  | 51   | 5   | Southampton            |
| 20 | TV | Ryan Jack                     | 27 tháng 2, 1992  | 20   | 0   | Rangers                |
| 23 | TV | Kenny McLean                  | 8 tháng 1, 1992   | 42   | 2   | Norwich City           |
|    |    |                               |                   |      |     |                        |
| 9  | TĐ | Lawrence Shankland            | 10 tháng 8, 1995  | 14   | 3   | Heart of Midlothian    |
| 10 | TĐ | Ché Adams                     | 13 tháng 7, 1996  | 33   | 6   | Southampton            |
| 18 | TĐ | Lewis Morgan                  | 30 tháng 9, 1996  | 4    | 0   | New York Red Bulls     |
| 19 | TĐ | Tommy Conway                  | 6 tháng 8, 2002   | 1    | 0   | Bristol City           |
| 25 | TĐ | James Forrest                 | 7 tháng 7, 1991   | 39   | 5   | Celtic                 |

### Từng được triệu tập
Các cầu thủ dưới đây được triệu tập trong vòng 12 tháng.
| Vt | Cầu thủ            | Ngày sinh (tuổi)  | Số trận | Bt | Câu lạc bộ          | Lần cuối triệu tập                   |
| -- | ------------------ | ----------------- | ------- | -- | ------------------- | ------------------------------------ |
| TM | Craig Gordon       | 31 tháng 12, 1982 | 75      | 0  | Heart of Midlothian | v. Phần Lan, 7 tháng 6 năm 2024      |
| TM | Robby McCrorie     | 18 tháng 3, 1998  | 0       | 0  | Rangers             | v. Na Uy, 19 tháng 11 năm 2023       |
|    |                    |                   |         |    |                     |                                      |
| HV | John Souttar       | 25 tháng 9, 1996  | 9       | 1  | Rangers             | v. Phần Lan, 7 tháng 6 năm 2024      |
| HV | Nathan Patterson   | 16 tháng 10, 2001 | 21      | 1  | Everton             | v. Bắc Ireland, 26 tháng 3 năm 2024  |
| HV | Josh Doig          | 18 tháng 5, 2002  | 0       | 0  | Sassuolo            | v. Na Uy, 19 tháng 11 năm 2023       |
| HV | Max Johnston       | 26 tháng 12, 2003 | 0       | 0  | Sturm Graz          | v. Pháp, 17 tháng 10 năm 2023        |
| HV | Aaron HickeyINJ    | 10 tháng 6, 2002  | 14      | 0  | Brentford           | v. Tây Ban Nha, 12 tháng 10 năm 2023 |
|    |                    |                   |         |    |                     |                                      |
| TV | Lewis Ferguson     | 24 tháng 8, 1999  | 12      | 0  | Bologna             | v. Bắc Ireland, 26 tháng 3 năm 2024  |
| TV | Elliot AndersonINJ | 6 tháng 11, 2002  | 0       | 0  | Newcastle United    | v. Síp, 8 tháng 9 năm 2023           |
|    |                    |                   |         |    |                     |                                      |
| TĐ | Ben DoakINJ        | 11 tháng 11, 2005 | 0       | 0  | Liverpool           | v. Phần Lan, 7 tháng 6 năm 2024      |
| TĐ | Lyndon DykesINJ    | 7 tháng 10, 1995  | 36      | 9  | Queens Park Rangers | v. Gibraltar, 3 tháng 6 năm 2024     |
| TĐ | Jacob Brown        | 10 tháng 4, 1998  | 8       | 0  | Luton Town          | v. Na Uy, 19 tháng 11 năm 2023       |
| TĐ | Kevin Nisbet       | 8 tháng 3, 1997   | 11      | 1  | Millwall            | v. Tây Ban Nha, 12 tháng 10 năm 2023 |

## Liên kết
Wales
- FIFA World Cup

1958 Quarter Finals